# ワンディー
ワンディー株式会社（英: 1D, Inc.）は、東京都港区に本社を置き、歯科医療を展開している日本の企業である。

## 概要
設立当初は歯科医師国家試験の対策サービスを提供していたが、2018年7月に歯科医師向けの専門プラットフォーム「1D」の提供を開始した。2025年3月に持株会社制に移行し、ワンディーホールディングス株式会社の完全子会社となった。

## 事業

### 1D（ワンディー）
日本最大級の歯科医師・歯科衛生士・歯科技工士・歯科助手向け専門メディア。2025年現在で12万名以上の歯科医療者が会員登録している。

### 1D歯科医師国家試験
歯科医師国家試験のための対策アプリ。2016年から提供を開始しており、現在では新卒歯科医師の約7割が登録・利用している。

## 沿革
- 2017年1月 - 株式会社Dentability設立
- 2018年
  - 7月 - 「1D」提供開始
  - 9月 -  ワンディー株式会社に社名変更[1]
- 2019年6月 - フィード株式会社と資本業務提携を実施
- 2019年10月 - 本社を東京都千代田区神田鍛冶町に移転
- 2021年3月 - 研修歯科医のセミナー参加費を全額負担
- 2022年7月 - 「1Dプレミアム」提供開始
- 2023年2月 - 本社を東京都港区東麻布に移転
- 2025年
  - 2月 - 本社を東京都港区西新橋に移転
  - 3月 - 持株会社制への移行を実施[2]
  - 3月 - 代表取締役を松岡周吾から石橋裕大に変更